# Tankslag in het Woold
De Tankslag in het Woold is de naam voor een geleverde slag die plaatsvond op de vooravond van de bevrijding van de Duitse bezetting in Nederland ten tijde van de Tweede Wereldoorlog op 30 maart 1945 in buurtschap 't Woold bij Winterswijk.

## Geschiedenis
Tanks en infanterie van de Britse 53e (Welshe) Infanteriedivisie en eenheden van de 3e Britse infanteriedivisie, hadden Bocholt ingenomen en waren klaar voor de grenspassage om Winterswijk te bevrijden. Duitse soldaten waren de dag ervoor naar het Woold getrokken en hadden zich er verschanst. De weg stond er vol met militair materieel van de zich terugtrekkende Duitse soldaten.
Jonge fanatieke Duitse soldaten gewapend met Panzerfausts vielen optrekkende Britse tanks aan. Achter de spoorweg Winterswijk - Bocholt in dekking liggende Duitsers openden het vuur waarbij een door hen achtergelaten munitiewagen de lucht in vloog. Boerderij De Stegge vloog in brand, de bewoners vonden schuilgelegenheid in een bunker.
De gevechten langs de Meerdinkweg duurden van 's morgens vroeg tot laat in de middag. De Duitsers wisten tien van de zestig door de Britten ingezette M4 Shermantanks uit te schakelen. Er  sneuvelden die dag zestien Duitse soldaten, waarvan er zeven minderjarig waren. De Britten verloren  negen soldaten. Zaterdagmorgen 31 maart trokken de Britten het door de bewoners verlaten Winterswijk binnen. Toen duidelijk was dat Winterswijk echt bevrijd was, stroomden de Winterswijkers vanuit alle kanten het dorp weer binnen en gaven de Britten een hartelijke ontvangst. Direct na de bevrijding van Winterswijk werd in Sociëteit de Eendracht een zogenaamd Rest Centre ingericht voor Britse militairen die van het front kwamen. Het Britse front bewoog zich in april 1945 verder op Duits grondgebied, in noordwestelijke richting.